# Generalkapitanat Venezuela
Das Generalkapitanat Venezuela (spanisch Capitanía General de Venezuela) bestand von 1777 bis 1824 und war während der spanischen Kolonialzeit eine Verwaltungseinheit innerhalb des Vizekönigreichs Neugranada mit weitreichenden Befugnissen.
Es umfasste das Gebiet des heutigen Venezuela um Caracas mit den Provinzen Cumaná (Neu-Andalusien), Guayana, Maracaibo, Trinidad und Margarita.

## Geschichte
Cristóbal Guerra errichtete 1526/28 die Stadt „La Villa de la Nueva Cádiz“ als erste spanische Stadt in Venezuela und eine der ersten in Amerika.  Von 1528 bis 1545 war die Provinz Venezuela durch Karl V. an das Augsburger Handelshaus der Welser verpfändet worden, die in diesem Zeitraum die Kolonie Klein-Venedig betrieben. Die heutige Hauptstadt Caracas wurde 1567 gegründet.
Die Provinz Venezuela hatte im 16. und 17. Jahrhundert eher geringe wirtschaftliche Bedeutung, da die Perlentaucherei an Bedeutung verlor und die Spanier sich auf die Goldgewinnung in anderen Teilen Amerikas konzentrierten. Der Anbau von Kakao, Zucker, Tabak, Kaffee und Baumwolle in Venezuela führte dazu, dass eine große Anzahl an Sklaven gebraucht wurde, die die Kultur in Venezuela beeinflussten. Im 17. und 18. Jahrhundert begann zudem die Christianisierung indianischer Stämme durch Missionare der römischen Kirche.
Das Land war politisch zunächst Bestandteil des 1535 gebildeten Vizekönigreichs Neuspanien (Nueva España) mit seiner Hauptstadt Mexiko. 1717 und dann endgültig 1739 wurde Die Provinz Venezuela dem neu gegründeten Vizekönigreich Neugranada zugeschlagen. 1777 wurde das Generalkapitanat Venezuela gegründet, dass über weitreichende Befugnisse (vergleichbar denen eines Vizekönigreichs) verfügte. Erster Generalkapitän war Luis de Unzaga y Amézaga.

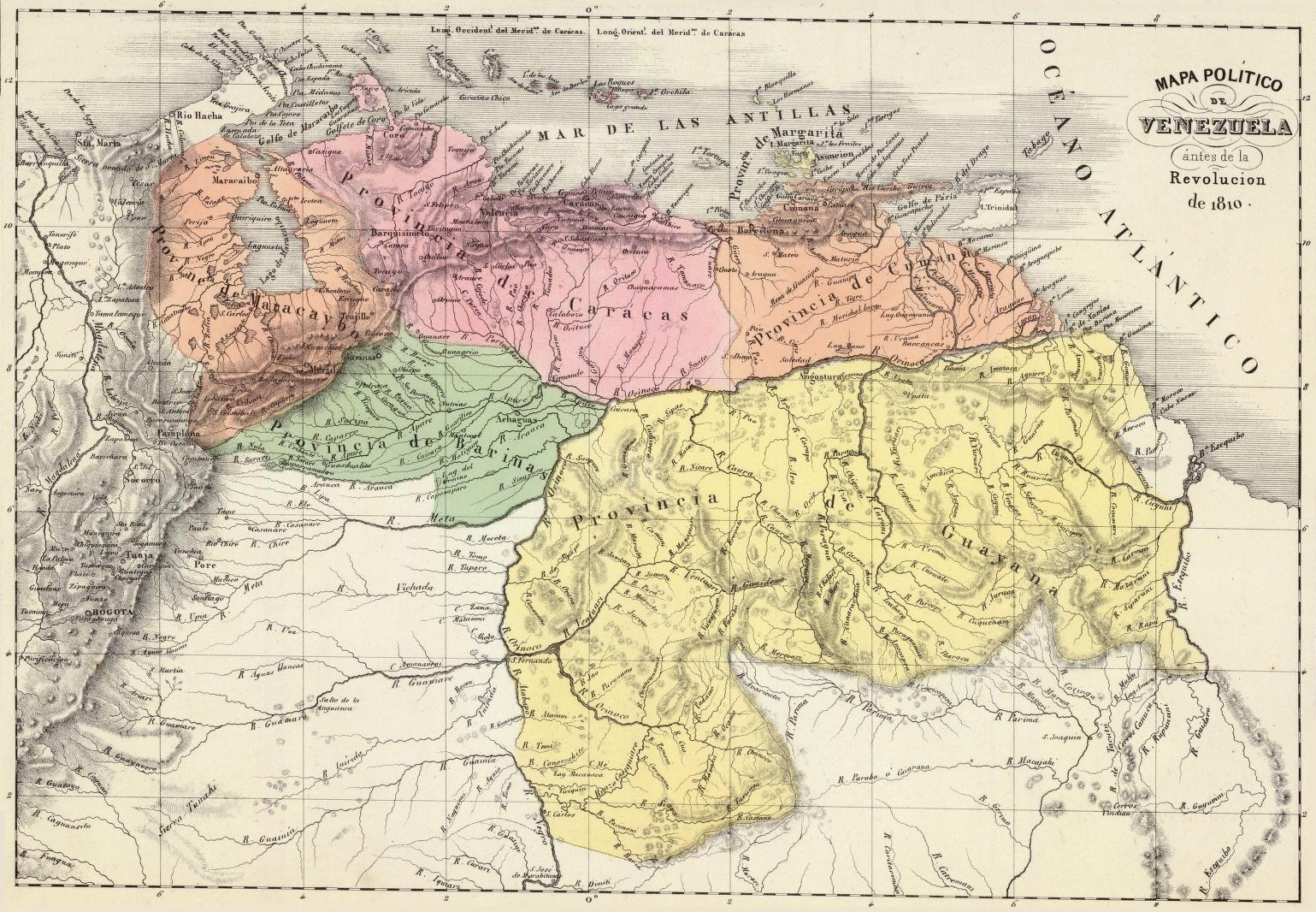
Venezuela vor der Revolution 1810

Von 1797 bis 1821 gab es immer wieder Versuche, Neugranada und damit auch Venezuela von der spanischen Herrschaft loszulösen. Am 19. April 1810 wurde der Generalkapitän Vicente de Emparán von einer Ratsversammlung (Junta) von Honoratioren abgesetzt, die die Regierung und Verwaltung übernahm. 1812 entstand die Erste Venezolanische Republik unter Francisco de Miranda, die ebenso wie die Zweite Venezolanische Republik nicht von langer Dauer war. 1815 konnte ein Expeditionsheer unter Pablo Morillo die Herrschaft der Spanier wieder herstellen.
Erst 1821 gelang es Simón Bolívar, die Unabhängigkeitskriege in Venezuela erfolgreich zu führen. Venezuela wurde ein Teil der von Bolívar 1819 neu geschaffenen Republik Großkolumbien. Die Spanier unter Generalkapitän Miguel de la Torre unterlagen am 24. Juni 1821 in der Schlacht von Carabobo und Bolívar zog vier Tage nach der Schlacht in seine Heimatstadt Caracas ein. Erst am 24. Juli 1823, mit der Seeschlacht von Maracaibo und der dritten Belagerung von Puerto Cabello, das José Antonio Páez in der Nacht vom 7. auf den 8. November des Jahres 1823 einnahm, waren die Spanier unter General Francisco Tomás Morales endgültig besiegt. Wenige Tage nach Bolívars Tod 1830 trat Venezuela aus dem Verbund mit Großkolumbien aus und erklärte sich für selbstständig.